# Lisa Angell
Lisa Angell (París, Francia, 21 de septiembre de 1968), nombre artístico de Virginie Vetrano, es una cantante francesa que representó a Francia en el Festival de la Canción de Eurovisión 2015 con la canción «N'oubliez pas» («No olviden»).

## Biografía

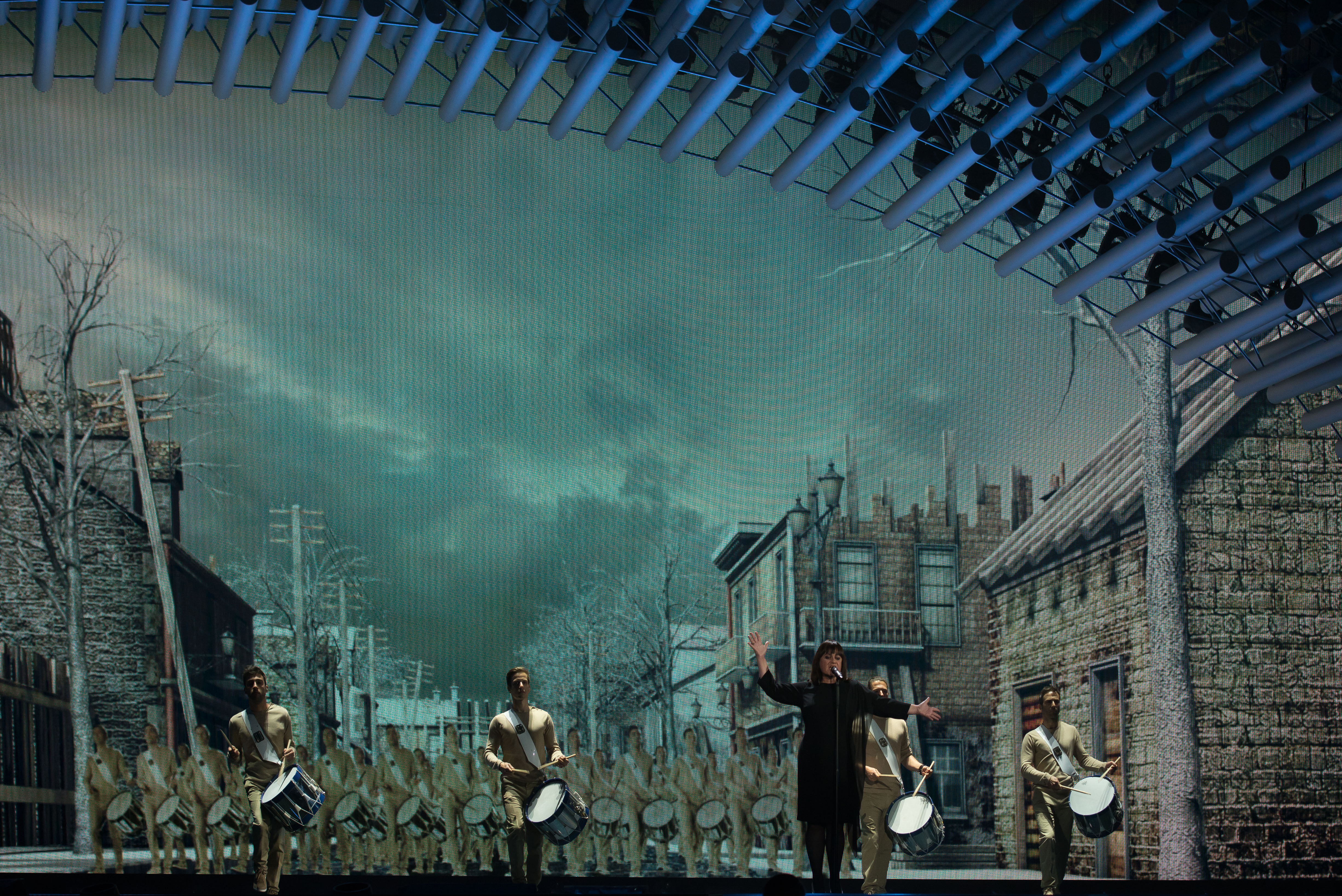
Lisa Angell, interpretando la canción «N'oubliez pas» durante el Festival de Eurovisión 2015.

Con un origen italiano, Lisa participó de los 11 a los 14 años en varios concursos de talentos en la radio en el Carnaval de Niza. Fue la ganadora durante 4 años consecutivos. Con 15 años, comenzó a estudiar música clásico en el Conservatorio de Niza, pero más tarde lo dejaría. Pero ella no dejó de cantar e hizo de ello su profesión actuando en un piano bar en la Costa Azul. Angell decidió mudarse a París de nuevo en 2001 cuando conoció a Dider Barbelivien. Le escribió la canción "Des années après". Esta experiencia no le convenció y decidió volverse a la Costa Azul. En 2009, Gari Lary le invitó a su show Le Château des secrets. Esta colaboración le llevó a otra, esta vez con Patrick Sébastien en el estudio de Le plus grand cabaret du monde. También le propusieron actuar en Les Années bonheur, y produjo y cantó sus canciones de su primer disco, Les divines, publicado en 2011 con Polydor. Llegó al n.º 31 en las listas de éxito francesas y 81 en las belgas. Producido por Philippe Swan, su segundo álbum Des mots… fue estrenado en 2013. Precediendo al álbum, su primer single fue "Je saurai t'aimer", una versión de la canción de Mélanie Cohl que es la adaptación francesa de la canción hecha por Philippe Swan de "The Power Of Love" de Céline Dion. Desde septiembre de ese mismo año, participó regularmente en el show semanal Les chansons d'abord en France 3. Para el álbum Nos fiançailles, France/Portugal por Tony Carreira, Angell le acompaña para hacer un dúo cantando "L'oiseau et l'enfant". Su 3.er álbum Frou-Frou se estrenó el 21 de abril de 2014. Este álbum de versiones rinde tributo a mujeres artistas de los años 30, de los años 40 y de los años 50. En el 23 de enero de 2015, Lisa Angell fue elegida como la representante de Francia en el Festival de la Canción de Eurovisión 2015 en Viena el 23 de mayo con la canción "N'oubliez pas". Un total de 27 países participaron en la gran final, con Francia finalizando en el lugar 25 con un total de 4 puntos otorgados por Armenia y San Marino.

## Discografía (álbumes)
- Les Divines (Polydor, 2011)
- Des mots... (Polydor, 2013)
- Frou-Frou (Polydor, 2014)